# 2022년 아시안 게임 일본 선수단
2022년 아시안 게임 일본 선수단(일본어: 2022年アジア競技大会日本選手団)은 중화인민공화국 항저우에서 열린 2022년 아시안 게임에 참가한 일본 선수단이다. 50개 종목, 772명의 선수를 파견했으며 금메달 52개를 획득하여 종합 메달 순위 2위에 올랐다.